# Меланий (епископ Труа)
Меланий (Мелен; лат. Melanius, фр. Mélaine; ок. 390 года) — епископ Труа, святой (день памяти — память 13 марта).
Святой Мелен (Mélaine), исповедник, был пятым епископом Труа, вслед за святым Аматором (Amator). Его память совершается в монастыре Селль (Celle). Его св. глава пребывает в Труа, в соборе св. Андрея.